# Stoltenhoff Island
Stoltenhoff Island ist eine unbewohnte Insel im Südatlantik. Stoltenhoff gehört, wie die gesamte Inselgruppe Tristan da Cunha, zum Britischen Überseegebiet St. Helena, Ascension und Tristan da Cunha.
Sie ist mit 20 Hektar die zweitkleinste der so genannten Nightingale Islands, zu denen noch die etwa 1600 Meter südlich gelegene Nightingale Island und die nur rund 800 Meter entfernte Middle Island gezählt werden.
Die Insel ist nach den Brüdern Gustav und Friedrich Stoltenhoff benannt, die ab November 1871 versuchten, auf der nordwestlich gelegenen Insel Inaccessible zu siedeln, aber bereits im Oktober 1873 wieder aufgaben.